# Юозас Кубіліс
Юозас Кубіліс (лит. Juozas Kubilius; 28 грудня 1878, Тінджюляй Панямунельська волость — 17 березня 1917, Петроград) — литовський громадський діяч, депутат.

## Життєпис

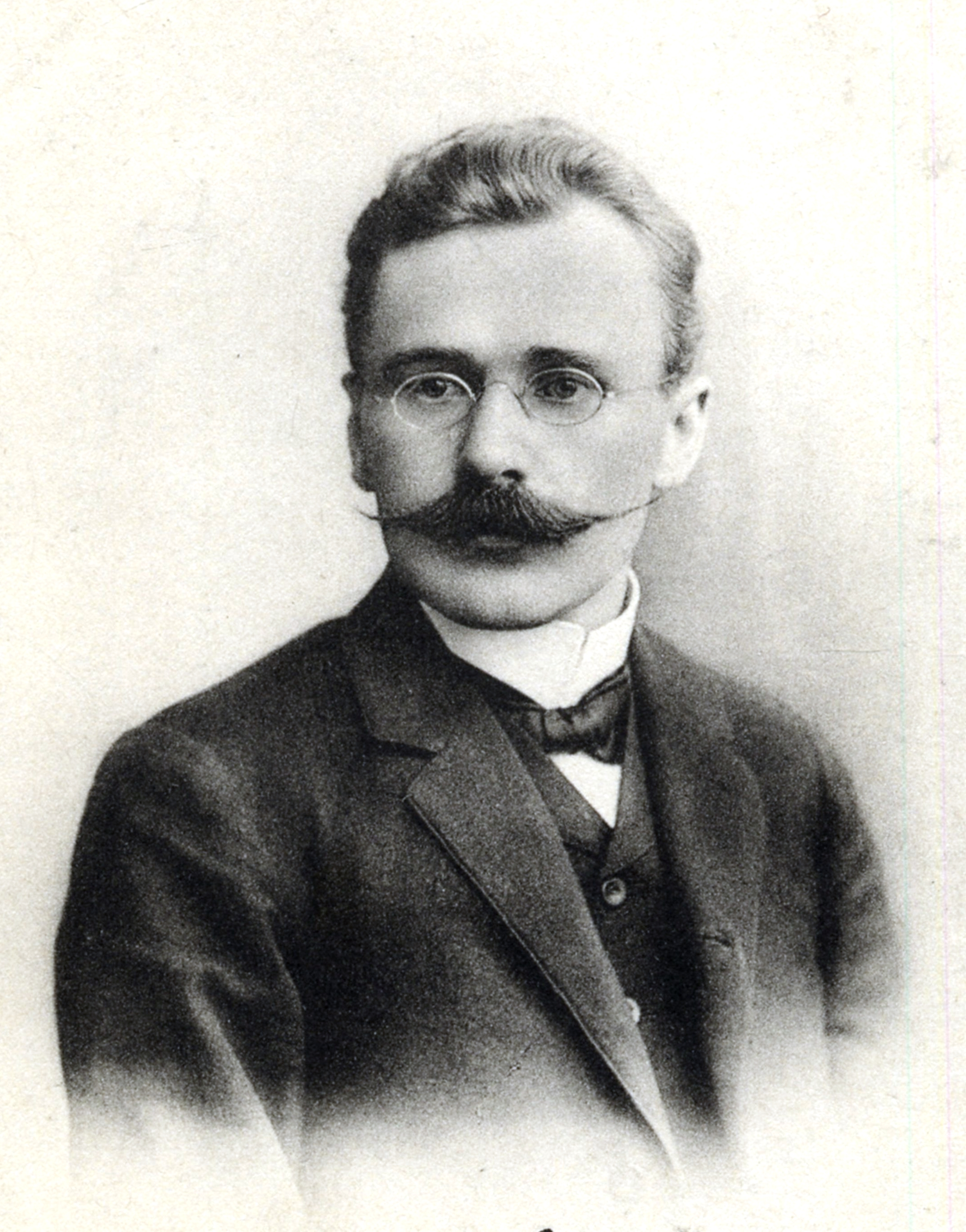
Юозас Кубіліс, 1906

Народився в селянській католицькій сім'ї в селі Тінджюляй Панямунельської волості Ковенської губернії (нині Рокишкіський район, Паневежиський повіт, Литва).
1892—1896 — навчався у Єлгавській гімназії. Там відмовився молитися за російським православним обрядом і був вигнаний. Навчався у Тельшяйській духовній римо-католицькій семінарії, потім навчався у Берлінському електротехнологічному інституті.
З 1894 — у Панямунелісі книгоноша, розповсюджувач книжок литовською мовою, що були заборонені російськими окупантами після Січневого повстання 1863, які надруковані латинськими літерами.
1897 — створив у рідному місті освітній гурток «Ziburelis». У ньому потаємно навчали дітей.
1900 — вступив до Каунаської семінарії. У 1900 у  Панямунельській волості створив таємну організацію «Зірка» (Žvaigždės).
У 1905 учасник Великого Вільнюського сейму. Конторник вільнюської «Литовської газети».
26 березня 1906 — обраний до Державної думи Росії 1 скликання від загального складу виборців Ковенського виборчого зібрання. Входив до Трудової групи, а також до Групи західних окраїн. Член Комісії по дослідженню незакономірних дій посадових осіб. Підписав законопроєкт «Про громадянську рівність» та заяву про освіту Комісії з розслідувань злочинів посадових осіб.
10 липня 1906 — у Виборзі підписав «Виборзький заклик» і засуджений за ст. 129, ч. 1, п. п. 51 і 3 Карного статуту, засуджений до 3 місяців в'язниці з ураженням виборчих прав.
Співробітник литовської народної газети
1915—1917 — співробітничав з Литовським товариством допомоги жертвам війни. Один із засновників Партії національного відродження Литви у 1916. Співробітничав з литовськими періодичними виданнями.
Захворів на туберкульоз, був відправлений на лікування до Криму.. Помер у Петрограді в 17 березня 1917. Був похований на цвинтарі у Виборзі.
1929 у Каунасі посмертно опублікована збірка статей Ю. Кубіліса.

## Твори
- Kubilius Juozas, Viltininko mintys, Kaunas, 1929.